# Hunyady László
Hunyady László (Szombathely, 1959. március 23. –) Széchenyi-díjas orvos, fiziológus, endokrinológus, egyetemi tanár, a Magyar Tudományos Akadémia rendes tagja. Kutatási területe a hormonreceptorok működési mechanizmusának vizsgálata. 2006 és 2012 között a Semmelweis Egyetem Általános Orvostudományi Kar dékánhelyettese, 2013 és 2019 között dékánja.

## Életpályája
1977–1983 között a Semmelweis Orvostudományi Egyetem hallgatója volt. 1979-ben – tudományos diákkörösként – csatlakozott Spät András munkacsoportjához. 
1983-ban általános orvosi végzettséget szerzett. 1983–1986 között tudományos továbbképző ösztöndíjas volt a SOTE Általános Orvostudományi Kar Élettani Intézetében. 1987–1989 között, 1992–1995 között, valamint 2000–2001 között tanulmányúton volt az USA-ban. 1987–1990 között a SOTE Általános Orvostudományi Kar Élettani Intézetének egyetemi gyakornoka, 1990–1992 között egyetemi tanársegéde, 1992–1999 között egyetemi adjunktusa volt.
1992-ben lett az orvostudomány kandidátusa (Ph.D. fokozat). 1997-ben habilitált. 1999–2004 között a Semmelweis Egyetem Általános Orvostudományi Kar Élettani Intézetének egyetemi docense volt.
2000-ben a Magyar Tudományos Akadémia doktora lett. 2000–2003 között az OTKA Élettani bizottságának tagja volt. 2004-től a Semmelweis Egyetem Általános Orvostudományi Kar Élettani Intézetének egyetemi tanára. 2005-ben az OTKA Posztdoktori Bizottság tagja volt. 2005–2021 között az Élettani Intézet igazgatója volt. 2005–2011 között a Magyar Tudományos Akadémia V. Orvosi Osztály 3. Doktori Bizottság titkára, 2011–2017 között elnöke volt. 2006–2012 között a Semmelweis Egyetem Általános Orvostudományi Kar dékánhelyettese volt. 2007–2013 között a Semmelweis Egyetem Általános Orvostudományi Kar Kurrikulum és Programakkreditációs Bizottság elnöke volt. 2008–2009 között a MTA AKT Élettudományi Kuratórium tagja volt. 2008–2011 között az OTKA Nemzetközi Bizottság tagja volt. 2009-től az ETT IX. Sejtbiológiai és Endokrinológiai Bizottság elnöke. 2009–2015 között a Magyar Tudományos Akadémia Akadémiai Kutatóintézetek Tanácsának tagja volt.
2010-ben a Magyar Tudományos Akadémia levelező, 2016-ban rendes tagjává választották. 2012 óta az Academia Europaea tagja. 2012–2013 között a Semmelweis Egyetem általános rektorhelyettese, valamint a Semmelweis Egyetem Felülbírálati Bizottság elnöke volt. 2013–2019 között az Általános Orvostudományi Kar dékánja volt. 2014-től az ETT Kutatási és Fejlesztési Bizottság tagja. 2019-től az ELKH-SE Molekuláris Élettani Kutatócsoport vezetője.
2021-től az International Union of Physiological Sciences Academy és a Magyar Tudományos Akadémia MTMT Tudományos Tanácsának tagja. 2022-től a Természettudományi Kar Enzimológiai Intézetének igazgatója.

### Munkássága
Kutatási területe a hormonreceptorok működési mechanizmusának vizsgálata. Tanulmányútjai során Kevin J. Catt munkacsoportjában molekuláris biológiai módszereket sajátított el, melyek segítségével molekuláris szinten vizsgálta az angiotenzin-receptor aktiválódásának mechanizmusát. Több mint 100 közleményt publikált nemzetközi tudományos folyóiratokban.

## Művei
- Az orvosi élettan tankönyve (2003-2004, 2006)
- Családtörténet kutatás (2004)

## Díjai
- Gerendás Mihály-emlékérem (1984)[5]
- Széchenyi professzor-ösztöndíj (1997-2001)
- Huzella Tivadar-emlékérem (2000)[5]
- Széchenyi István Professzori Ösztöndíj (2001-2003)
- Kiváló Tudományos Diákköri Nevelő (2004)
- Mestertanár aranyérem (2005)[5]
- Akadémiai díj (2007)[5]
- Pető Ernő Emlékplakett (2011)
- Genersich Antal Díj (2017)
- Széchenyi-díj (2018)[5]